# مایکل اواکس
مایکل اواکس (انگلیسی: Michael Oakes؛ زادهٔ ۳۰ اکتبر ۱۹۷۳) یک بازیکن فوتبال است.